# Чериале
Чериа̀ле (на италиански: Ceriale; на лигурски: o Çejâ, о Цея) е морско курортно градче и община в Северна Италия, провинция Савона, регион Лигурия. Разположено е на брена на Лигурско море, на лигурското Западно крайбрежие. Населението на общината е 15 777 души (към 2011 г.).